# Молитва перед світанком (фільм)
«Молитва перед світанком» (англ. A Prayer Before Dawn) — міжнародно-створений драматичний фільм 2017 року, режисером якого став Jean-Stéphane Sauvaire, а сценарій було створено Джонатаном Гіршбайном та Ніком Солтресе Saltrese. У головній ролі відіграв британський актор Джо Кол. Фільм заснований за мотивами книги Молитву перед світанком: мій кошмар у таїландській в'язниці, автором якої є Біллі Мур.
Фільм мав свою світову прем'єру на Каннському кінофестивалі 19 травня 2017. Планується що 20 липня 2018 року його випустить фірма Altitude Film Distribution у Великій Британії, та у США 10 серпня 2018 року, фірмою А24.

## Сюжет
Біллі Мур (Джо Кол) відправляється до в'язниці у Таїланді, де він б'ється на боксових турнірах, аби заробити на свою свободу.

## У ролях
- Джо Кол у ролі Біллі Мура
- Вітая Пансирґарм у ролі офіцера Причі
- Паня Їммумфаї у ролі Кена
- Сомлук Камсинґ у ролі Сутина

## Виробництво
У жовтні 2014 року, було оголошено що Чарлі Ганнем гратиме головну роль у фільмі та Jean-Stéphane Sauvaire режисеруватиме його за  сценарієм, який написав Нік Солтресе та Джонатан Гіршбайн, який був заснований за мемуарами написаними Біллі Муром. Рита Дагер, Сол Пападопулос і Рой Бутлер створювали фільм під прапором компанії Senorita Films, разом з HanWay Films. У жовтні 2015 р., Джо Кол приєднався до акторського складу фільму, замінивши Ганнема.

## Випуск
Молитва перед світанком: кошмар у Таїланді  вперше було опубліковано у 2014 році видавництвом Маверик Гавз, Дублін, Ірландія. У лютому 2017 року, А24 придбала американські права на розповсюдження фільму. У квітні 2017 року, Altitude Film Distribution придбала права на розповсюдження фільму у Великій Британії. Фільм мав свою світову прем'єру на Каннському кінофестивалі 15 травня 2017. Його також було продемонстровано на фестивалі South by Southwest 12 березня 2018 року.
Фільм було видано у Об'єднаному Королівствові 20 липня 2018 року, та у Сполучених Штатах через DirecTV Cinema 12 липня 2018 року, перш ніж 10 серпня 2018 року почався обмежений прокат.

## Сприйняття
На вебсайтові Rotten Tomatoes, фільм має рейтинг 95 % на основі 21 відгуків, та середня оцінка фільму сягає 7,5/10. На сайти Metacritic фільм має середній бал 72 зі 100, заснований на думці 6 критиків, вказуючи «у цілому сприятливі відгуки».

## Відсилання
1. ↑  A PRAYER BEFORE DAWN. British Board of Film Classification. Архів оригіналу за 12 жовтня 2018. Процитовано 25 липня 2018.
2. ↑  Moore, Billy. A Prayer Before Dawn: My Nightmare in Thailand's Prisons (вид. First Skyhorse Publishing). New York, NY: Skyhorse Publishing. ISBN 9781510702141. OCLC 914219270. Архів оригіналу за 9 грудня 2019. Процитовано 26 липня 2018.
3. ↑  'A Prayer Before Dawn' pulls no punches in its portrayal of boxing in Thailand’s prisons. The National (англ.). Архів оригіналу за 19 вересня 2018. Процитовано 20 липня 2018.
4. ↑  Barraclough, Leo (31 жовтня 2014). ‘Sons of Anarchy’s’ Charlie Hunnam to Star in ‘A Prayer Before Dawn’. Variety. Penske Business Media. Архів оригіналу за 16 липня 2018. Процитовано 29 березня 2018.
5. ↑  Barraclough, Leo (30 жовтня 2015). ‘Peaky Blinders’ Star Joe Cole Boards Thai Kick-Boxing Thriller ‘Prayer Before Dawn’. Variety. Penske Business Media. Архів оригіналу за 21 вересня 2019. Процитовано 29 березня 2018.
6. ↑  Fleming, Mike Jr. (10 лютого 2017). A24 Buys North American Rights To Muay Thai Pic ‘A Prayer Before Dawn’ – Berlin. Deadline Hollywood. Penske Business Media. Архів оригіналу за 30 березня 2018. Процитовано 29 березня 2018.
7. ↑  Grater, Tom (27 квітня 2017). Altitude picks up Joe Cole thriller 'A Prayer Before Dawn'. Screen Daily. Screen International. Архів оригіналу за 30 березня 2018. Процитовано 29 березня 2018.
8. ↑  The 2017 Official Selection. Cannes Film Festival. 13 квітня 2017. Архів оригіналу за 25 листопада 2020. Процитовано 13 квітня 2017.
9. ↑  Winfrey, Graham (13 квітня 2017). 2017 Cannes Film Festival Announces Lineup: Todd Haynes, Sofia Coppola, ‘Twin Peaks’ and More. IndieWire. Penske Business Media. Архів оригіналу за 26 червня 2017. Процитовано 13 квітня 2017.
10. ↑  A Prayer Before Dawn. SXSW Schedule. South by Southwest. Архів оригіналу за 30 березня 2018. Процитовано 29 березня 2018.
11. ↑  A Prayer Before Dawn. Launching Films. Film Distributors Association. Архів оригіналу за 30 березня 2018. Процитовано 29 березня 2018.
12. ↑  AT&T Delivers ‘A Prayer Before Dawn’ the Muay Thai Boxing Story Shot in a Real Thai Prison. DirecTV. 12 липня 2018. Архів оригіналу за 20 липня 2018. Процитовано 19 липня 2018.
13. ↑  Dry, Jude (19 липня 2018). ‘A Prayer Before Dawn’ Trailer: Joe Cole Leads Cannes Boxing Drama Shot in a Thai Prison. IndieWire. Архів оригіналу за 6 вересня 2021. Процитовано 19 липня 2018.
14. ↑  A Prayer Before Dawn (2018). Rotten Tomatoes. Fandango Media. Архів оригіналу за 2 листопада 2018. Процитовано 22 липня 2018.
15. ↑  A Prayer Before Dawn Reviews. Metacritic. CBS Interactive. Архів оригіналу за 25 червня 2018. Процитовано 16 липня 2018.

## Зовнішні ланки
- A Prayer Before Dawn на сайті IMDb (англ.) (англ.)